# Saint-Aubin-sur-Scie
 Saint-Aubin-sur-Scie  es una población y comuna francesa, en la región de Alta Normandía, departamento de Sena Marítimo, en el distrito de Dieppe y cantón de Offranville.

## Demografía
| 832 | 861 | 966 | 1087 | 1111 | 1120 |
| Para los censos de 1962 a 1999 la población legal corresponde a la población sin duplicidades (Fuente: INSEE [Consultar]) |     |     |      |      |      |